# Babylonia
Babylonia  (лат.) — род морских хищных брюхоногих моллюсков из отряда Neogastropoda. Обитают в тропических водах Индийского и Тихого океанов на глубинах до 100 м. Раковина размером 4—10 см, гладкая, блестящая с канальчатым швом и выраженным воронкообразным углублением с нижней стороны.

## Виды
По данным World Register of Marine Species, на декабрь 2024 года род включает 17 видов:
1. Babylonia ambulacrum (G. B. Sowerby I, 1825)
2. Babylonia areolata (Link, 1807)
3. Babylonia borneensis (G. B. Sowerby II, 1864)
4. Babylonia feicheni Shikama, 1973
5. Babylonia formosae (G. B. Sowerby II, 1866)
6. Babylonia habei van Regteren Altena & E. Gittenberger, 1981
7. Babylonia japonica (Reeve, 1842)
8. Babylonia kirana T. Habe, 1965
9. Babylonia lutosa (Lamarck, 1816)
10. Babylonia perforata (G. B. Sowerby II, 1870)
11. Babylonia pieroangelai T. Cossignani, 2008
12. Babylonia rubroaurantiaca T. Cossignani, 2023
13. Babylonia semipicta (G. B. Sowerby II, 1866)
14. Babylonia spirata (Linnaeus, 1758)
15. Babylonia umbilifusca E. Gittenberger & Goud, 2003
16. Babylonia valentiana (Swainson, 1822)
17. Babylonia zeylanica (Bruguière, 1789)

## Фото

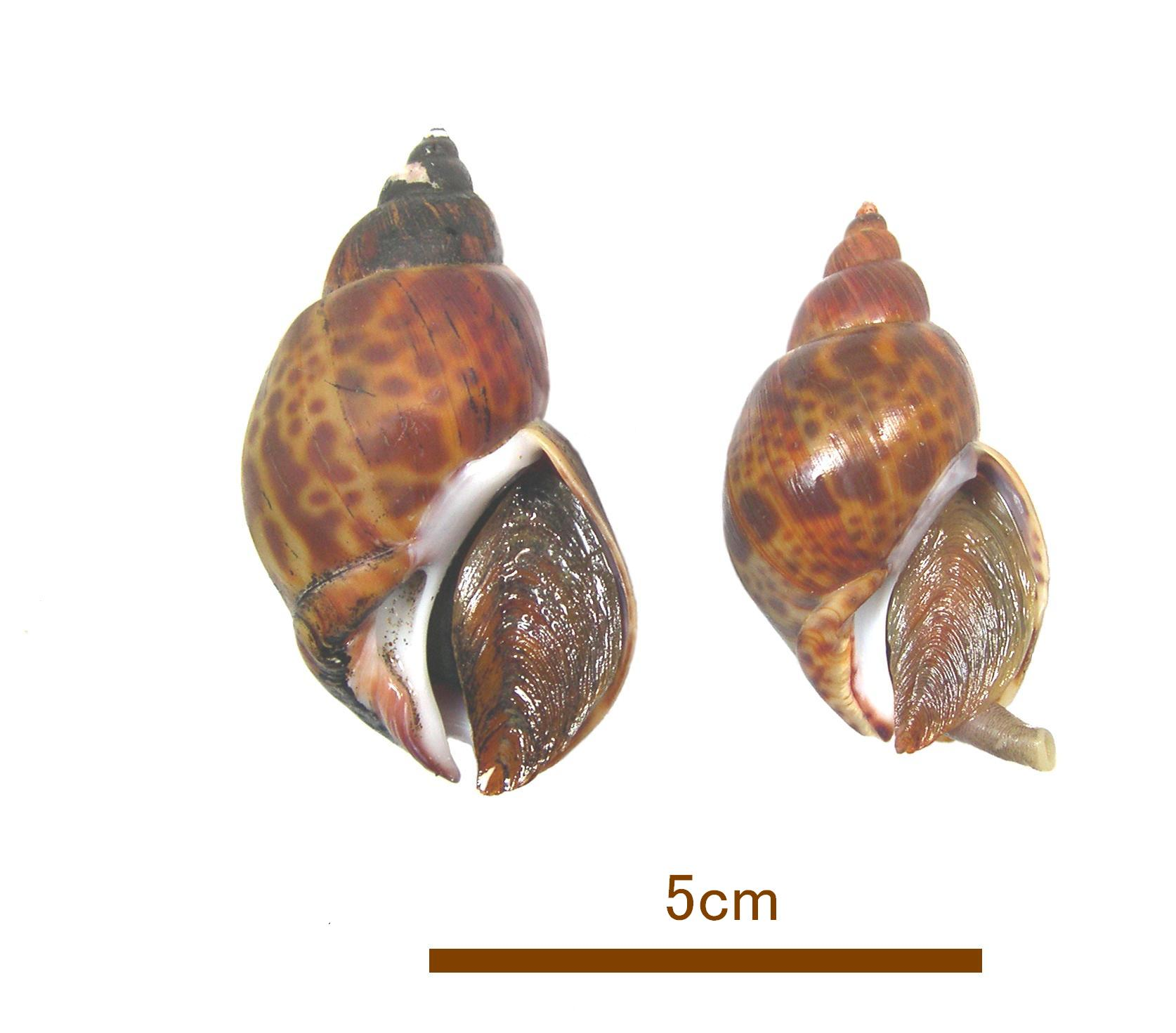
Babylonia japonica
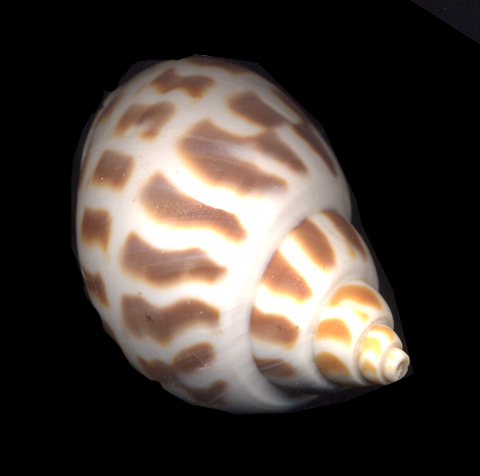
Babylonia areolata